# Comté de Tioga (New York)
Pour les articles homonymes, voir Comté de Tioga.
Le comté de Tioga (en anglais : Tioga County) est l'un des 62 comtés de l'État de New York, aux États-Unis. Le siège de comté est Owego.

## Toponymie
Tioga vient d'un mot amérindien signifiant « à l'embranchement », décrivant une place de rencontre. 

## Population
La population du comté s'élevait à 48 455 habitants au recensement de 2020. 

## Histoire
Quand les comtés furent établis en 1683 dans l'État de New York, l'actuel comté de Tioga était une partie du comté d'Albany, qui était alors un très grand comté, incluant le nord de l'État de New York, l'actuel État du Vermont et devait s'étendre en théorie jusqu'à l'océan Pacifique. Ce comté a été réduit de taille le 3 juillet 1766 par la création du comté de Cumberland, et ensuite par la création du comté de Gloucester le 26 mars 1770.

## Villes
Les appellations de ces villes sont des dénominations officielles.
- Apalachin (hamlet)
- Barton (town)
- Berkshire (town)
- Candor (town)
- Candor (village)
- Newark Valley (town)
- Newark Valley (village)
- Nichols (town)
- Nichols (village)
- Owego (village)
- Owego (town)
- Richford (town)
- Spencer (town)
- Spencer (village)
- Tioga (town)
- Waverly (village)